# Cyrtodactylus dattanensis
Espèce
Synonymes
- Gymnodactylus dattanensis Khan, 1980
- Tenuidactylus dattensis Szczerbak & Golubev, 1986 (in error)
- Tenuidactylus dattanensis Khan & Tasnim, 1986
- Gonydactylus dattanensis Kluge, 1991
- Cyrtopodion dattanensis Rösler, 2000
- Siwaligekko dattanensis Khan, 2003

Cyrtodactylus dattanensis est une espèce de geckos de la famille des Gekkonidae.

## Répartition
Cette espèce est endémique du Khyber Pakhtunkhwa au Pakistan. 

## Étymologie
Son nom d'espèce, composé de dattan et du suffixe latin -ense, « qui vit dans, qui habite », lui a été donné en référence au lieu de sa découverte, la ville de Datta.

## Publication originale
- Khan, 1980 : A new species of gecko from northern Pakistan. Pakistan Journal of Zoology, vol. 12, n. 1, p. 11-16.